# Федерал 1
Федерал 1 је трећи ранг рагби јунион такмичења у Француској.

## О такмичењу
Овим такмичењем руководи Рагби савез Француске. 44 рагби клуба подељена су у 4 групе. Група 1 је квалитетнија, док су група 2, група 3 и група 4 равноправне. У лигашком делу, сваки клуб игра против сваког противника из своје групе. Четири најбоље пласирана клуба из прве групе, пет најбоље пласираних клубова из преостале три групе и најбољи шестопласирани из преостале три групе иде у плеј оф. Плеј оф фаза носи назив "Жан Прат". Најбољи тим иде у виши ранг такмичења, другу француску лигу у рагбију.

## Тимови учесници
Група 1
- Провинс
- Шамбери
- Бресани
- Валенс романс
- Алби
- Бургоин жали
- Лимож
- Руен Нормандија
- Стразбур
- Стадо тарбес
- Аубенас

Група 2
- Анжлет
- Сеинт Жан
- Олорон
- Тирос
- Стад нант
- Стад ниортис
- Сеинт Жан
- Сеинт Медард
- Басин
- Стад лангон
- Стад хендејес

Група 3
- Стад бажнерес
- Бергерец
- Блањак
- Авенир
- Гролет
- Ворен
- Ломбез Саматан
- Стад Родез
- Сеинт сулпис
- Трелисек
- Авенир валенсијен

Група 4
- Олимпик агатојис
- Асвел
- Серет
- Грас
- Хајерес
- Сејнос
- Макон
- Нимојис
- Суреснојис
- Виена

## Историја
Списак победника треће француске лиге
- 2001. Ојонакс
- 2002. Лион
- 2003. Лимож
- 2004. Пејс де екс
- 2005. Коломје
- 2006. Гаилак
- 2007. Стад Аурилакос
- 2008. Коломје
- 2009. Ланемезан
- 2010. Сарсазон
- 2011. Безије
- 2012. Коломје
- 2013. Бресане
- 2014. Монтаубан
- 2015. Пејс де екс
- 2016. Шамбери